# FUS de Rabat
Der Fath Union Sport, in Marokko unter der Abkürzung FUS bekannt (arabisch اتحاد الفتح الرياضي, DMG Ittiḥād al-Fatḥ ar-riyāḍī), ist ein marokkanischer Fußballverein in Rabat.

## Geschichte
Der Verein wurde am 10. April 1946 gegründet. Nach der Unabhängigkeit des Landes gehörte der Klub 1956 zu den Gründungsmitgliedern der Groupement National de Football. 1961 musste die Mannschaft erstmals absteigen, schaffte aber den direkten Wiederaufstieg. Es folgten lange Jahre in der Erstklassigkeit, die durch vier Pokalsiege und die Vizemeisterschaften 1973, 1974 und 1981 gekrönt wurden. Im Jahr 1995, als mit dem vierten Pokalsieg der Vereinsgeschichte die letzte Trophäe gewonnen wurde, musste der Klub erneut in die GNF 2 absteigen. 1998 gelang als Zweitligameister die Rückkehr und 2001 beendete die Mannschaft die Spielzeit erneut als Vizemeister. Aber bereits zwei Jahre später erfolgte als Tabellenletzter der erneute Absturz in die Zweitklassigkeit. Im Sommer 2007 wurde FUS abermals Zweitligameister und schaffte die Rückkehr ins marokkanische Oberhaus. 2010 gelang dem Verein der größte Erfolg mit dem Sieg des CAF Confederation Cup.

## Erfolge

### National
- Marokkanischer Meisterschaft (1)
  - Meister: 2016
  - Vizemeister: 1981, 2001, 2012
- Marokkanischer Zweitligameister (3)
  - 1998, 2007, 2009
- Marokkanischer Pokal (6) 
  - Pokalsieger: 1967, 1973, 1976, 1995, 2010, 2014
  - Finalist: 1960, 2009, 2015

### International
- CAF Confederation Cup (1)
  - 2010
- CAF Super Cup:
  - Finalist: 2011
- Nordafrikanischer Pokal der Pokalsieger
  - Finalist: 1974

## Spieler
- Hassan Akesbi (1952–1955, 1965–1970)
- Badou Zaki (1992–1993)
- Goran Barjaktarevic (1993–1996)
- Hicham Zerouali (19??–1999)

## Trainerchronik
| Trainer            | Nation                    | von               | bis               |
| ------------------ | ------------------------- | ----------------- | ----------------- |
| Blinda             | Marokko                   | 1. Juli 1982      | 30. Juni 1984     |
| Blinda             | Marokko                   | 1. Juli 1989      | 30. Juni 1992     |
| Zaki Badou         | Marokko                   | 1. Juli 1993      | 30. Juni 1994     |
| Philippe Troussier | Frankreich Elfenbeinküste | 1. Juli 1995      | 1. März 1997      |
| Ivica Todorov      | Frankreich Serbien        | 1. Juli 1998      | 20. Januar 2000   |
| Yves Herbet        | Frankreich                | 1. Juli 1999      | 1. Dezember 2002  |
| Patrice Neveu      | Frankreich                | 1. Dezember 1999  | 30. Juni 2000     |
| Rachid Taoussi     | Marokko                   | 1. Juli 2006      | 30. Juni 2008     |
| François Bracci    | Frankreich Italien        | 1. Juli 2007      | 30. Juni 2008     |
| Houcine Ammouta    | Marokko                   | 1. Juli 2008      | 24. Juni 2011     |
| Jamal Sellami      | Marokko                   | 30. Juni 2011     | 30. Juni 2014     |
| Walid Regragui     | Marokko Frankreich        | 1. Juli 2014      | 22. Januar 2020   |
| Mustapha Khalfi    | Marokko Niederlande       | 22. Januar 2020   | 26. April 2021    |
| Demba Mbaye        | Senegal                   | 27. April 2021    | 1. August 2021    |
| Amine Benhachem    | Marokko                   | 20. August 2021   | 3. November 2021  |
| Noureddine Benomar | Marokko                   | 3. November 2021  | 10. November 2021 |
| Jamal Sellami      | Marokko                   | 11. November 2021 | heute             |

## Stadtderby

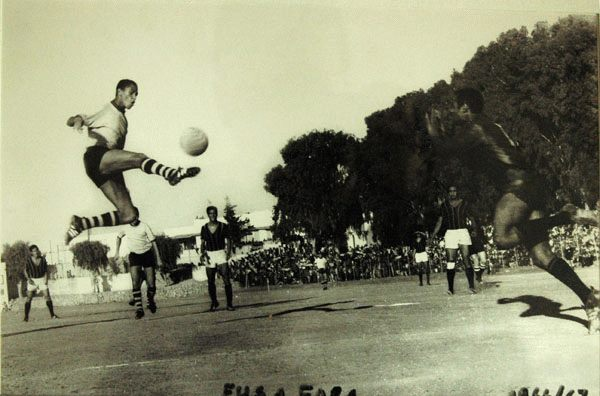
Derby von Rabat gegen FUS, 1967/1968

FUS Rabat pflegt eine traditionsreiche lokale Rivalität mit dem Stadtrivalen AS FAR. Das sogenannte Hauptstadtderby zählt zu den ältesten und bedeutendsten Stadtduellen im marokkanischen Fußball, auch wenn FUS im direkten Vergleich weniger sportliche Erfolge vorweisen kann. Das Derby wurde über 120 Mal ausgetragen und gilt trotz einer zahlenmäßig kleineren Fangemeinschaft als identitätsstiftend für die Anhängerschaft des FUS. Während AS FAR historisch häufiger als Sieger vom Platz ging, wird das Duell von beiden Seiten mit großer Intensität und regionaler Bedeutung geführt.